# Alejandro Gómez Palomo
Alejandro Gómez Palomo nascido em 03 de abril de 1992 em Posadas, Córdova, Espanha.

## Biografia
Filho do engenheiro Norberto Gómez e da professora Manoli Palomo. Alejandro Gómez Palomo depois de passar no exame EBAU após concluir o ensino médio aos 18 anos, se mudou para Londres para trabalhar em um bar de Knightsbridge. Depois disso passou para o setor de costura das lojas da Liberty's, mais tarde se inscreveu no curso de desenho de moda masculina em London College of Fashion. Também se formou na escola de arte e desenho da Central Saint Martins em Londres.

## Carreira
Em fevereiro de 2016 apresentou em Madri a primeira coleção de sua empresa Palomo Spain, com o nome de Orlando na qual tinha como inspiração um personagem literário de Woolf, em que um nobre inglês muda de sexo e vive 300 anos.
Mais tarde, na Semana da Moda de Moscou apresentou sua segunda coleção. A equipe da estilista e ex-diretora de Vogue Paris, Carine Roitfeld, pediu a Palomo algumas peças para as suas produções, assim como a empresa Opening Ceremony na qual quis vender Palomo Spain nas suas filiais de Los Ángeles e Nova Iorque.
Em fevereiro de 2017 apresentou em Nova Iorque sua nova coleção na Semana da Moda de Nova Iorque para homens, celebrada na Cadillac House.
Em junho de 2017, na American Center for Art and Culture de Paris, se cancelou durante algumas horas um desfile da empresa Palomo Spain pelo seu conteúdo abertamente homosexual, no entanto o defile se realizou.
Em setembro de  2017, apresentou em Madri a sua quinta remessa Hotel Palomo. A revista LOC do diario El Mundo o incluiu entre os 50 homossexuais mais influentes da Espanha 2017.

### Mestres da costura
Desde fevereiro de 2018 participa como jurado de um concurso de talentos da costura de Televisão Espanhola titulado 'Mestres da Costura' que é conduzido por Raquel Sánchez Silva.

## Referência
1. ↑  Alejandro Gómez Palomo: “Diseño para chicos que no quieren renunciar a llevar volantes”, en el diario El País, 16 de septiembre de 2016.
2. ↑  «El polémico Palomo Spain finalmente celebra su desfile "abiertamente gay" en París». Diario El País. Consultado em 22 de junho de 2017
3. ↑  Alejandro Gómez presenta su colección ‘Hotel Palomo’ rodeado de celebridades, en el Diario Córdoba, 14 de septiembre de 2017.
4. ↑  50 homosexuales más influyentes en España de 2017, por José Luis Romo, en el diario El Mundo, 24 de junho de 2017.
5. ↑  Llantos, cremalleras y vaciles a Caprile: así comienza «Maestros de la costura», en el diario ABC, 13 de febrero de 2018.